# Pura (Suíça)
Pura é uma comuna da Suíça, no Cantão Ticino. Tem 3,04 km² de área e em 2015 tinha 1 422 habitantes (densidade: 467,8 hab./km²).
Confina com as seguintes comunas: Bedigliora, Caslano, Croglio, Curio, Magliaso, Neggio, Ponte Tresa. 
A língua oficial nesta comuna é o italiano.